# 루카스 포프
루카스 포프(Lucas Pope, 1977년 or 1978년)는 미국의 비디오 게임 개발자이다. 실험적인 인디 게임을 개발하는 것으로 잘 알려져 있다. 주목할 만한 개발작은 페이퍼스, 플리즈와 Return of the Obra Dinn으로, 두 게임 모두 여러 상을 수상하였다. 현재는 일본의 사이타마시에 거주하고 있다.